# Olaf Latzel
Olaf Latzel (* November 1967 in Biedenkopf) ist ein deutscher evangelisch-unierter Pastor der Bremer reformierten St.-Martini-Gemeinde. Er wird dem Evangelikalismus zugerechnet.
Während er mit Gottesdiensten vor Ort und per Videoübertragung sowie via YouTube Zuspruch findet, wird ihm andererseits eine christlich-fundamentalistische Einstellung vorgeworfen. Gegenstand der Auseinandersetzungen sind u. a. Latzels Ablehnung anderer Religionen und bestimmter Konfessionen, vor allem aber die Ablehnung gelebter Homosexualität, welche er mit Bibeltreue begründet.

## Leben
Latzel wuchs in einer gemischt-konfessionellen Familie auf, besuchte von 1974 bis 1987 die Schule in Bad Laasphe und erlebte nach eigener Aussage 1982 seine „geistliche Wiedergeburt“. Von 1987 bis 1994 studierte er Evangelische Theologie an der Philipps-Universität Marburg. Nach zwei Jahren beim Jugendamt in Frankfurt wurde er 1996 Vikar in Rauischholzhausen. Seine erste Pfarrstelle trat er 1998 in den Siegener Stadtteilen Trupbach und Seelbach in der Evangelischen Kirche von Westfalen an. Von 2000 bis 2007 war er Fachberater für Seelsorge bei der Feuerwehr Siegen. Am 2. Dezember 2007 wurde er zum Pastor der St.-Martini-Gemeinde Bremen gewählt und trat die Nachfolge von Jens Motschmann an.
Latzel ist verheiratet und hat eine Tochter. Er betreibt als Hobbys Jagd und Kraftsport. Sein jüngerer Bruder Thorsten Latzel ist der Präses der Evangelischen Kirche im Rheinland; seine Schwester Claudia Latzel-Binder ist Pfarrerin der Evangelischen Kirche von Westfalen.

## Theologische Positionen
Latzel wurde schon bald nach seinem Amtsantritt in St. Martini durch sein Eintreten für deren streng konservative Gemeindeordnung öffentlich bekannt. Unter anderem lehnt er die Segnung gleichgeschlechtlicher Paare und die Frauenordination ab. Im Mai 2008 bot Latzel die Gemeinderäume für das umstrittene Seminar „Homosexualität verstehen – Chance zur Veränderung“ an, nachdem es auf öffentlichen Druck vom damaligen Christival wieder ausgeladen worden war. Im Juni 2008 verweigerte Latzels Gemeinde aufgrund des in ihrem Verständnis biblischen Lehrverbots für Frauen einer Pastorin, die eine Trauerfeier in der Martinikirche leiten sollte, im Talar aufzutreten und von der Kanzel zu predigen. Latzel gehört zum „Arbeitskreis missionarische Kirche“ in Bremen.
Am 18. Januar 2015 hielt Latzel eine umstrittene Predigt über einen Abschnitt des biblischen Buches der Richter, in dem Gideon die heidnischen Heiligtümer seiner Heimatstadt zerstört. Nach Latzel haben heutige Christen die Pflicht, diesem Beispiel zu folgen und beispielsweise Talismane, Amulette und Buddhastatuen aus ihren Wohnungen zu entfernen. Er bezeichnete den Buddha als „dicken, alten, fetten Herrn“, das islamische „Zuckerfest“ als „Blödsinn“ und katholische Reliquien als „Dreck“. Weiterhin bezog Latzel Gideons Beispiel auf die deutliche Abgrenzung des Christentums vom Islam. Wörtlich sagte er:
„Wir brauchen klare Verkündigung von Jesus Christus. Und immer wieder klar zu sagen: Es gibt nur einen wahren Gott. Wir können keine Gemeinsamkeit mit dem Islam haben. Das heißt nicht – das sag ich auch in aller Klarheit –, dass wir nicht den Muslimen in Liebe und Nähe zu begegnen haben. Das ist ganz wichtig. Gott unterscheidet zwischen der Sünde und dem Sünder. Sünde und Sünder sind unterschieden. Das absolute Nein zur Sünde, aber das Ja zum Sünder. Wir haben den Menschen muslimischen Glaubens in Liebe und Barmherzigkeit zu begegnen! Und wenn die verfolgt werden, dann haben wir uns vor sie zu stellen. Das ist unsere Aufgabe als Christen. Um da nicht missverstanden zu werden. Das ist unsere Aufgabe, denen wirklich in Nächstenliebe zu begegnen.“
[…]
„Die Angst vor der Welt, die darf uns nicht dazu bringen, dass wir die Furcht des Herrn lassen. Das ist wichtiger. Und da muss man eben auch Schnitte machen, wie hier Gideon. Schnitte – und ich sag das ganz bewusst. Der Name Gideon heißt ‚Hacker‘! ‚Hacker‘, ja? Der ist nicht so bisschen, so nach dem Motto: ‚Ich häng mal ’n Betttuch drüber über die Aschera, damit’s mal nicht gesehen wird, dann hab ich ja meinen Protest ausgedrückt halt, nicht?‘ oder: ‚Ich mach mal heimlich nachts ’n Graffiti drauf.‘ Gott sagt: ‚Umhauen! Verbrennen! Hacken! Schnitte ziehen!‘ Ja, das ist viel verlangt. Ja, da hat man Angst. Und da denken Sie jetzt vielleicht an die Situationen, wo Sie gefordert sind. Aber das fordere nicht ich. Das fordert unser Herr und Gott. Wir sollen dort die Schnitte ziehen. Auch in einem Vaterland, wo die Bundeskanzlerin erklärt, so mit einem Strich, nicht?, diese falschen Dinge zu wiederholen, die Bundespräsident Wulff gesagt hatte, nicht?: ‚Der Islam gehört zu Deutschland.‘ Der Islam gehört nicht zu Deutschland. Die Muslime, die hier leben – ja, absolut. Aber der Islam hat nichts zu tun mit dem Gott, von dem es in der Präambel unseres Grundgesetzes heißt: ‚Im Bewusstsein seiner Verantwortung vor Gott und den Menschen […]‘.“
Außerdem wandte sich Latzel gegen interreligiöse Gottesdienste:
„Aber zu falscher Lehre müssen wir genauso klar hinstellen und sagen: Das geht nicht! Und wenn EKD fordert: ‚Nein, wir müssen das zusammen machen‘ – es gibt landauf, landab bei den Landeskirchen gemeinsame Gottesdienstentwürfe für Schuleröffnungen, nicht? Da beten dann eben der Pfarrer und der Imam und der Katholik alle zusammen halt, nicht?, zu vermeintlich dem einen Gott. Das ist Sünde, und das darf nicht sein! Davon müssen wir uns reinigen halt, nicht?“
Latzel lehnt die Idee seines konservativen Vorgängers Motschmann ab, in Bremen ein interreligiöses „House of One“ nach Berliner Muster zu errichten.
Auf einem „Eheseminar“ seiner Gemeinde im Oktober 2019 sagte Latzel: „Überall laufen diese Verbrecher rum von diesem Christopher Street Day, feiern ihre Partys“. Laut Bibel sei gelebte Homosexualität genauso wie Ehebruch ein „todeswürdiges Verbrechen“, auch wenn man deshalb niemanden umbringen müsse. Ferner sprach er von einer „teuflischen“ Homolobby und von „Genderdreck“. Früher hätten unverheiratete Paare keine Wohnung mieten können. Heute könne man schon froh sein, wenn ein Mieter „nicht mit seinem Schaf oder mit ’nem anderen Mann“ ankomme.

## Veröffentlichungen
- Wie ist Gott? Eine biblische Antwort. Lichtzeichen Verlag, Lage 2019, ISBN 978-3-86954-431-1.
- Schwarzbrot für das Leben: Predigtreihe Band I: Altes Testament, 1. Mose bis Josua. Lichtzeichen Verlag, Lage 2020, ISBN 978-3-86954-475-5 (auch als E-Book erschienen).
- Schwarzbrot für das Leben: Predigtreihe Band II: Altes Testament, Richter bis Psalm 31. Lichtzeichen Verlag, Lage 2021, ISBN 978-3-86954-476-2.

Außerdem hat der Lichtzeichen Verlag eine Reihe von Audio-CDs mit Predigten Olaf Latzels herausgegeben.

## Rezeption

### Henning Scherf vergleicht Latzel mit „Khomeinis“
Bei einer Podiumsdiskussion im Vorfeld des Christival 2008, veranstaltet vom Bremer Landesverband der Grünen Jugend unter Beteiligung des grünen Bundestagsabgeordneten Volker Beck, Annegret Siebe, Sprecherin des Landesverbands der Pro Familia, und von Olaf Latzel, sollten Kontroversen um Homosexualität, Abtreibung und biblisch begründete Positionen in einem „offenen Dialog“ geklärt werden. Latzel vertrat die konservative Position seiner Gemeinde und forderte, die Bibel solle verstärkt als Grundlage des Rechtswesens herangezogen werden, was Bremens ehemaligen Bürgermeister und Senatspräsidenten Henning Scherf zu der Bemerkung veranlasste: „Es sind diese Khomeinis, vor denen wir unsere Verfassung schützen müssen. Das können Sie Ihrem Pastor Latzel ausrichten!“

### Predigt vom 18. Januar 2015
Der Schriftführer (theologische Repräsentant) der Bremischen Evangelischen Kirche (BEK), Renke Brahms, kritisierte die Äußerungen in Latzels Predigt vom 18. Januar 2015 und nannte sie „geistige Brandstiftung“. „Die Formulierungen sind unerträglich und dazu geeignet, Gewalt gegen Fremde, Andersgläubige oder Asylbewerber Vorschub zu leisten“, mahnte Brahms. Die BEK distanziere sich von jeder Botschaft, die im Namen des christlichen Glaubens andere Glaubensformen beleidige oder beschimpfe. Der Kirchenausschuss der Bremischen Evangelischen Kirche bat in einer Stellungnahme „die muslimischen, buddhistischen und katholischen Gesprächspartnerinnen und Gesprächspartner sowie alle Bremerinnen und Bremer, die durch Herrn Pastor Latzel diskriminiert und in ihren religiösen Gefühlen und Wertvorstellungen oder liturgischen Traditionen beleidigt wurden, ausdrücklich um Entschuldigung“ und kritisierte „den gesamten Duktus der Predigt“.
Mitarbeiter von sozialen Einrichtungen der BEK verfassten ein Papier mit dem Titel „Resolution für eine Vielfalt der Religionen und gegen Hassprediger“. Darin kritisierten sie Latzels Aussagen und forderten den Vorstand der St.-Martini-Gemeinde, der sich hinter Latzel gestellt hatte, zum Handeln auf. Sollte es keine Reaktion geben, sei „ein Verbleib dieser Gemeinde in der BEK unerträglich“.
Auch Bürgermeister Jens Böhrnsen (SPD) kritisierte die Predigten Latzels. „Das ist nicht das, was wir für den sozialen Frieden in unserer Stadt brauchen“, sagte Böhrnsen zu Radio Bremen.
Mehrere Dutzend Pastoren der Evangelischen Kirche in Bremen demonstrierten im Februar 2015 öffentlich auf den Stufen des Bremer Doms mit Plakaten „Bremen ist bunt! Wir leben Vielfalt“ gegen die Predigt ihres Kollegen.
Latzel selbst verteidigte seine Predigt mit der Aussage, dass er nicht ausländerfeindlich sei, sondern gegen „Religionsvermischung“. Für ihn gebe es nur einen Gott, und das predige er auch den Gläubigen seiner Gemeinde. Gegenüber Radio Bremen erklärte Latzel, dass Christen mit Muslimen genauso wenig das Zuckerfest feiern könnten wie Muslime mit Christen das Weihnachtsfest. Es gehe nicht darum, religiöse Gefühle zu verletzen, aber gemeinsam mit einem Imam oder einem Buddhisten zu beten, erlaube die Bibel nicht. Christen gründeten ihren Glauben auf die Bibel und nicht auf den Zeitgeist. „Der allein seligmachende Weg führt nur über Jesus Christus“, bekannte der Theologe. Er lasse sich gerne als evangelikal und bibeltreu bezeichnen, aber nicht als jemand, der Hass gegenüber anderen schüre, sagte er in der Sendung buten un binnen.
Radio Bremen berichtete von einer Unterstützungswelle für Latzel durch eine Petition und die Facebook-Seite „Solidarität mit Olaf Latzel“: „Latzel erfährt im Internet tausendfach Rückendeckung in Portalen von evangelisch-konservativen Christen.“ Die Gemeinde St. Martini stellte sich hinter ihren Pastor. Radio Bremen gab Auszüge des entsprechenden Posts von der Facebook-Seite der Kirchengemeinde wieder:
„Wir stehen als Gemeinde und Pastor für eine weltoffene und freie Gesellschaft[,] in der alle Menschen gleich welcher Hautfarbe, Ethnie oder Religion in Frieden miteinander leben können. Wir stehen als Gemeinde und Pastor ein für Religionsfreiheit und absolute Gewaltlosigkeit unter den Menschen in Bremen, in Deutschland und in der Welt.“
Der Vorstand der St.-Martini-Gemeinde veröffentlichte am 8. Februar 2015 eine offizielle Stellungnahme zur Predigt, in der es heißt: „Vorstand und Gemeinde sind dankbar für die klare, bibelorientierte Wortverkündigung ihres Pastors. Der Vorstand steht geschlossen hinter dem Pastor der Gemeinde.“ Der Präses des Evangelischen Gemeinschaftsverbandes Siegerland-Wittgenstein, wo Latzel vor seinem Wechsel nach Bremen Pfarrer war, erklärte, er stehe uneingeschränkt zum Inhalt der Predigt. Die christlichen Medien kritisierten Latzels Wortwahl überwiegend, konservative lobten seine Predigt aber auch ausdrücklich.

### Eheseminar im Oktober 2019
Die Leitung der Bremischen Evangelischen Kirche verurteilte Latzels Äußerungen zur Homosexualität im Rahmen eines Eheseminars im Oktober 2019 „auf das Schärfste“. Dadurch würden „Menschen herabgesetzt, beleidigt und in ihrer Würde verletzt“. Die Grenze des Erträglichen sei jetzt überschritten. Auch Bremens Kirchenpräsidentin Edda Bosse kritisierte Latzel in einer Ansprache auf YouTube heftig.
Auf Anfrage von Spiegel.de sagte der EKD-Ratsvorsitzende Heinrich Bedford-Strohm: „Jesus steht für eine radikale Menschenliebe. Sie ist das genaue Gegenteil der Intoleranz, die aus den Worten von Olaf Latzel spricht.“
Latzel gab zu den Vorwürfen eine Erklärung ab. Darin behauptete er, mit dem Wort „Verbrecher“ habe er nur jene „militanten Aggressoren“ gemeint, die ihn und seine Gemeinde immer wieder attackiert und diffamiert hätten. Das habe er bei seinem Vortrag in freier Rede zwar nicht ausdrücklich so gesagt, aber den Zuhörern sei dieser Bezug klar gewesen. Als Beispiele für die Aggressionen nannte er Morddrohungen, Sprühparolen wie „God is gay“ und eine „gottesdienstliche Störung“ durch sich küssende Homo-Paare. Bei diesem Vorfall handelte es sich offenbar um ein „Kiss-In“ von 2008, also elf Jahre vor dem Eheseminar. In seiner Erklärung entschuldigte er sich für den Fall, dass der Eindruck entstanden sein sollte, er halte alle Homosexuellen für Verbrecher. Seine anderen Äußerungen relativierte er nicht. Vielmehr bestand er darauf, dass Homosexualität Sünde sei, ebenso wie Geldgier, Ehebruch, Rache oder Trunksucht. Allerdings gelte: „Nein zur Sünde“, aber „Ja zum Sünder“.
Im Mai 2020 wurde eine Online-Petition an die Bremische Evangelische Kirche gegen eine Suspendierung Latzels gestartet, die binnen eines Monats von rund 19.000 Personen unterzeichnet wurde. Die Unterschriften wurden am 4. Juni 2020 übergeben. Die Kirche nehme eigentlich keinerlei Petitionen entgegen, aber man habe die Petenten, als sie vor der Tür standen, nicht vor den Kopf stoßen wollen. Eine weitere Petition mit der Forderung „Keine Hasspredigten – Setzen Sie Latzel ab!“ wurde am 14. Mai 2020 gestartet und war sechs Wochen später fast 13.000-mal (laut Change.org) unterschrieben.
Über hundert Bremer Pastoren und andere Kirchenbeschäftigte wandten sich in einer Erklärung gegen Latzel und sprachen von „fundamentalistischen Hasspredigern“, die willkürlich mit Bibelzitaten umgingen. „In ihren Händen wird die Bibel zur Schlagwaffe.“ Homosexualität, so die Latzel-Kritiker, gehöre zur „Grundausstattung der Menschheit“, so wie es auch Linkshänder gebe. Bei Latzel zeige sich auch ein Muster aus dem Umfeld von Rechtsextremisten: Erst würden Menschen diskriminiert, dann rede man sich mit einem Missverständnis heraus und „flüchtet in die Opferrolle“.
Der evangelische Theologe Meik Gerhards verteidigte am 11. Juni 2020 in einem umfangreichen Offenen Brief an Kirchenpräsidentin Bosse Latzels Kritik an der Auflösung der „Schöpfungsnorm“ von (heterosexueller) Ehe und Familie als im Kern berechtigt: Sie entspreche dem biblischen Zeugnis und der Mehrheitsauffassung in der internationalen Ökumene. In der Frage des Disziplinarverfahrens erlaubte Gerhards sich jedoch kein Urteil.
Eine Stellungnahme gab auch die Bekenntnisbewegung Kein anderes Evangelium ab, in der sie die Maßnahmen der BEK und deren Unterordnung unter die staatlichen als unbiblisch kritisiert.

### Boykotte
Der Evangelisch-Lutherischen Brüdergemeinde Holzminden wurden die von der dortigen St.-Michaelis-Kirche zugesagten Räume für eine Evangelisation am 26. September 2015 wieder entzogen, nachdem bekanntgeworden war, dass Latzel dabei predigen würde, der grundsätzlich andere Positionen vertrete als die Evangelisch-lutherische Landeskirche Hannovers. Die Evangelisation wurde in ein nahes Zelt verlegt, wo Latzel vor rund 600 Teilnehmern beklagte, „dass vielerorts in der Kirche ,humanistische Gutmenschenlehren‘ das Wort Gottes abgelöst hätten“.
Durch eine Annonce mit der Aussage der niederländischen Evangelistin Corrie ten Boom im Weser-Kurier vom 6. Dezember 2015, „Wer Jesus nicht zum Anwalt hat, dem begegnet er als Richter“, wollte seine Gemeinde laut Latzel auf das kommende Gericht Gottes aufmerksam machen. Die Veröffentlichung einer weiteren Anzeige am 20. Dezember 2015 mit der Einladung „Kommet her zu mir, alle, die ihr mühselig und beladen seid, ich will euch erquicken!“ (Jesus in Mt 11,28 ) lehnte die Zeitung wegen zu vieler Beschwerden über die erste ab.

### Steigender Zulauf
Laut Latzel stieg die Zahl der Gottesdienstbesucher von St. Martini im ersten Quartal 2015 von etwa 300 auf 400 – teils von weither – und diejenige der Hörer seiner Predigten auf YouTube und dem Internetauftritt der Gemeinde von 300 wöchentlich auf 4000 bis 5000. Anfang 2025 hatte sein YouTube-Kanal 63.500 Abonnenten; die Abrufzahlen seiner Predigten schwanken vom vierstelligen Bereich bis zu 95.000 (Abrufzahlen laut YouTube).
Harsche pauschale Kritik an den Abonnenten des YouTube-Kanals Latzels übte dessen Amtskollege Bernd Klingbeil-Jahr von der Bremer evangelischen Friedenskirche, Gründer eines „Bündnisses für Respekt“ gegen Latzel. In einem Beitrag der Sendung „buten un binnen“ von Radio Bremen bezeichnete er sie als „ein Mischfeld aus christlichen Fundamentalisten und Faschisten“. „Aus diesem braunen Mob“ heraus würden Aktionen geplant und durchgeführt, „die diese Gesellschaft verändern“.

### Angriffe
Im April 2020 berichtete Latzel, er sei seit März des Jahres Ziel von Hassattacken der „linken Szene“ geworden. Es habe Schmierereien und Sachbeschädigungen an der Kirche und am Eigentum Latzels gegeben, ein Gottesdienst-Livestream während der COVID-19-Pandemie sei durch Spam mit „Hassparolen“ und Pornografie gestört worden. Nach einer Strafanzeige habe es verstärkt nächtliche Polizeikontrollen gegeben. Vor Beginn des Gottesdienstes am 5. Juli 2020 demonstrierte eine Frau mit in Regenbogenfarben bemalten nackten Brüsten vor der St.-Martini-Kirche. Anfang Oktober 2020 wurde die Ufermauer unterhalb der Kirche mit dem Slogan „Fight Homophobia“ (Bekämpft Homophobie) und einem anarchistischen und marxistisch-leninistischen Symbol beschmiert. Während eines Strafprozesses wegen des Vorwurfs der Volksverhetzung aufgrund des Eheseminars gegen Latzel (s. u.) protestierten Demonstranten vor dem Gerichtsgebäude. Am 7. März 2021 wurde ein Farbanschlag auf Kirche und Gebäude von St. Martini verübt.
Wie Bremens leitender Theologe Bernd Kuschnerus 2021 vor der Synode der Landeskirche berichtete, werde die Leitung der BEK wiederum von Anhängern Latzels „in einer Flut von Hassmails und -briefen“ massiv angegriffen.
Latzels erster Gottesdienst nach Aussetzung seiner vorläufigen Dienstenthebung (siehe Offizielle Sanktionen/Bezüglich des Eheseminars 2019/Kirche) wurde von Protesten begleitet.
Am 12. Oktober 2021 wurde die Mauer unterhalb der St.-Martini-Kirche erneut besprüht, diesmal mit einem zehn Meter langen Schriftzug „Fight Queerphobia“.

## Offizielle Sanktionen

### Zur Predigt 2015
Die Bremische Evangelische Kirche verurteilte Latzels Predigt, verzichtete aber auf disziplinarische Maßnahmen.

In einem Beschluss wandte sich die Bremische Bürgerschaft gegen Latzels Predigt. Die Fraktionen von SPD, Bündnis 90/Die Grünen und Die Linke stimmten am 18. Februar 2015 mehrheitlich einem Entschließungsantrag der Partei „Die Linke“ zu, in dem es heißt: „Die Bremische Bürgerschaft begrüßt die Distanzierung der Bremischen Evangelischen Kirche und der Beschäftigten gegen die aufwiegelnde und herabwürdigende Predigt von Pastor Olaf Latzel. Die Äußerungen in der Predigt vom 18. Januar 2015 sind absolut indiskutabel und dürfen nicht ohne Konsequenzen bleiben.“ Die Entschließung stieß allerdings auch auf Kritik. Der Leiter des Kirchenrechtlichen Instituts der EKD, Hans Michael Heinig (Göttingen), erklärte, staatliche Organe seien im Blick auf religiöse Fragen dem Neutralitätsgebot verpflichtet. Latzel selbst zeigte sich „sehr erstaunt“, dass „die SED-Nachfolgepartei Die Linke“ Pfarrern sage, „was sie zu glauben und zu predigen haben“.

### Zum Eheseminar 2019

#### Justiz
Aufgrund einer Strafanzeige wegen Latzels Äußerungen im Rahmen des Eheseminars leitete die Staatsanwaltschaft im April 2020 Ermittlungen wegen des Verdachts der Volksverhetzung ein. Weil seine Äußerungen den öffentlichen Frieden stören und zum Hass gegen homosexuelle Menschen aufstacheln könnten und außerdem die Menschenwürde verletzten, erhob die Staatsanwaltschaft im Juli 2020 Anklage.
Wenige Tage vor Beginn der Hauptverhandlung am Amtsgericht Bremen kritisierte der EKD-Ratsvorsitzende Bedford-Strohm Latzel in einem Spiegel-Interview: Intoleranz sei gegen das Evangelium, abwertende und diskriminierende Haltungen dürften in der Kirche keinen Platz haben. Ab November 2020 fand die Hauptverhandlung statt. Staatsanwälte und Vorsitzende machten von ihrem Fragerecht kaum Gebrauch, so dass Latzel lediglich Fragen seiner Verteidiger beantwortete. Die Staatsanwältin bezeichnete den Angeklagten als religiösen Fundamentalisten, der Menschen feindselig verächtlich machen und minderwertig erscheinen lassen wolle. Sie forderte in ihrem Plädoyer eine Geldstrafe von 120 Tagessätzen, während die Verteidigung Freispruch beantragte. In seinem Schlusswort erklärte Latzel, er sei „nicht dieses Monster, zu dem ich in der Anklage gemacht worden bin“.
Am 25. November 2020 sprach das Gericht Latzel schuldig. Er habe im Eheseminar zum Hass gegen Homosexuelle aufgestachelt und ihre Menschenwürde angegriffen. Er wurde zu einer Geldstrafe von 90 Tagessätzen (8.100 Euro) verurteilt. In der mündlichen Urteilsbegründung hieß es, Latzel habe „Stimmungsmache“ gegen Nicht-Heterosexuelle gemacht. „Andere zu verunglimpfen“ sei nicht durch die Religions- und Meinungsfreiheit gedeckt. Solche Äußerungen könnten Hemmschwellen absenken. „Das kann als Lizenz zum Handeln gegen diese Menschen verstanden werden.“ Angesichts der wachsenden Hasskriminalität mahnte das Gericht: „Wo Dürre herrscht, dürfen Sie nicht mal ein Streichholz anzünden.“ Zu Latzels Argumentation, dass seine Äußerungen nicht gegen einzelne Menschen gerichtet seien, sondern gegen Homosexualität als solche („Nein zur Sünde, aber Ja zum Sünder“), sagte die Richterin: „Homosexualität ohne Menschen ist nicht vorstellbar.“ Die sexuelle Identität sei ein Teil der Persönlichkeit. Selbstverständlich dürfe der Pastor weiterhin die Auffassung vertreten, dass die Bibel Homosexualität verbiete, auch wenn es dazu andere Auslegungen gebe. Aber er dürfe dabei nicht gegen das Strafrecht verstoßen, das die Persönlichkeitsrechte gerade von Minderheiten schütze. Latzel legte dagegen Berufung ein.
Für die Berufungsverhandlung ab 9. Mai 2022 bestellte das Landgericht Bremen zwei theologische Gutachter mit unterschiedlichen Ansätzen. Die beiden vorgetragenen Beurteilungen fielen sehr unterschiedlich aus: Der katholische Alttestamentler Ludger Schwienhorst-Schönberger von der Universität Wien erklärte, Latzels konservative Positionen seien kein Sonderweg, sondern in theologischen Kreisen, bei Wissenschaftlern und der katholischen Kirche zu finden. Sie seien jedoch im Mainstream der liberalen, modernen und säkularen Gesellschaft weder akzeptabel noch plausibel. Aus Latzels Äußerungen könne er weder einen Aufruf zum Handeln gegen Homosexuelle noch Anstachelung zum Hass erkennen. Die liberale evangelische Theologin Isolde Karle vom Institut für Religion und Gesellschaft der Ruhr-Universität Bochum gab bereits vor der Verhandlung bekannt, ein Zeichen setzen zu wollen, und erklärte: „Biblisch ist nicht gleich homophob und genderfeindlich“. Sie widersprach Schwienhorst-Schönberger und erklärte, es sei weitgehend Konsens in der evangelischen Wissenschaft, dass Homosexualität keine Sünde sei. Man wisse vielmehr, dass sie nicht widernatürlich und Teil der Schöpfung sei. Die Verteidiger Latzels stellten einen Befangenheitsantrag gegen Karle. Diesem gab das Gericht am 16. Mai 2022 statt.
Am 20. Mai 2022 hob das Landgericht Bremen das Urteil des Amtsgerichts Bremen auf und sprach Latzel trotz seiner „befremdlichen“ und „archaischen“ Wortwahl frei, weil seine Äußerungen von den Grundrechten auf Meinungs- und Religionsfreiheit gedeckt seien. Dagegen legte die Staatsanwaltschaft Bremen Revision ein. Die Verhandlung darüber fand am 23. Februar 2023 vor dem Hanseatischen Oberlandesgericht Bremen statt, welches das Urteil des Landgerichts aufhob. Noch am Verhandlungstag erklärte der Gemeindevorstand in einer kurzen Videoansprache an die Martini-Gemeinde und die „Martini-Internetgemeinde“ sein Bedauern über die Entscheidung und seine weitere Solidarität mit Latzel. Am 28. August 2024 wurde ein erneutes Verfahren vor dem Landgericht Bremen gegen Latzel, nachdem er sich zuvor ausdrücklich entschuldigt hatte, vorläufig unter der Auflage eingestellt, dass er innerhalb von sechs Monaten 5.000 Euro an den gemeinnützigen Verein Rat&Tat–Zentrum für queeres Leben e. V. in Bremen bezahlt. Latzel wies dem Landgericht die Bezahlung nach, damit ist das Verfahren endgültig eingestellt, Latzel nicht vorbestraft, und es gibt keine gerichtliche Entscheidung darüber, ob Latzels Worte die Menschenwürde verletzt haben und volksverhetzend waren oder nicht.

#### Kirche
Am 17. Mai 2020 gab der Kirchenvorstand der Gemeinde Latzels eine Erklärung ab, in der er sich auf dessen Seite stellte und die Zuständigkeit des Kirchenausschusses der BEK bestritt. Am 18. Mai 2020 leitete der Kirchenausschuss ein Disziplinarverfahren gegen Latzel ein, das aber wegen der laufenden strafrechtlichen Ermittlungen zunächst ausgesetzt wurde. Eine Suspendierung ist laut Johann Daniel Noltenius, Leiter der Kirchenkanzlei der BEK, hingegen nicht rechtskonform, und auch das Disziplinarverfahren werde nur dann wieder aufgenommen, wenn Latzels Äußerungen als Straftat eingestuft wird.
Nach einem Dienstgespräch der Kirchenleitung mit Latzel am 3. Juli 2020 ging dieser vom 9. Juli bis zum 24. August 2020 in Urlaub, während dessen mögliche dienstrechtliche Maßnahmen ausgesetzt wurden. Laut einer Kirchensprecherin wurde vereinbart, dass Latzel in dieser Zeit nicht öffentlich auftreten und Mitte August ein weiteres Dienstgespräch zur Erörterung des weiteren Vorgehens stattfinden werde; ein Predigtverbot bestand (entgegen ersten Informationen) nicht. Am 5. Juli 2020 hielt Latzel einen Gottesdienst, der wie bisherige per Livestream übertragen, von knapp 2.600 Gästen online verfolgt und insgesamt rund 35.000 Mal (YouTube-Angabe am 9. Juli 2020) aufgerufen wurde. An dessen Ende (ab etwa 40. Video-Minute) informierte der Kirchenvorstand die Gemeinde über das Ergebnis des Dienstgesprächs.
Das zweite diesbezügliche Dienstgespräch der Kirchenleitung mit Latzel Mitte August 2020 ergab, dass dieser nach Ende seines Urlaubs seinen regulären Dienst wieder aufnehmen und somit auch wieder predigen dürfe. Allerdings habe Latzel sich „insbesondere zu einer Mäßigung im Rahmen seines Verkündigungsauftrags verpflichtet“. Über den weiteren Inhalt des Gesprächs wurde Vertraulichkeit vereinbart. Nach Abschluss des Strafverfahrens wird das ausgesetzte kirchliche Disziplinarverfahren wieder aufgenommen.
Im Dezember 2020 teilte die Bremische Evangelische Kirche mit, dass Latzel während des Gerichtsverfahrens nicht als Pastor der BEK arbeiten könne. Ihm wurde anheimgestellt zu entscheiden, seine Arbeit bis zum Abschluss des Disziplinarverfahrens ruhen zu lassen. Andernfalls werde dies seitens der BEK verfügt. Nachdem Latzel eine freiwillige Suspendierung abgelehnt hatte, verfuhr die BEK wie angekündigt und enthob ihn vorläufig des Dienstes. Der Vorstand der St.-Martini-Kirchengemeinde erhob am 20. Dezember 2020 hiergegen „schärfsten Protest“, den die Kirchenleitung wiederum vehement zurückwies. Der Kirchenvorstand St. Martinis erwog, die Rechte und Pflichten der Gemeinde innerhalb der bremischen Kirche ruhen zu lassen oder ganz aus ihr auszutreten. Die „Arbeitsgemeinschaft missionarische Kirche“ kritisierte Anfang Januar 2021 in einem von neun Bremer Pastoren unterzeichneten Offenen Brief an die BEK eine „unchristliche Hetze“ gegen Latzel und forderte sie auf, die vorläufige Dienstenthebung zu revidieren. Die BEK ging auf die Forderung nicht ein. Die vorläufige Dienstenthebung Latzels sei ein rein personalrechtlicher Akt infolge eines gegen ihn ergangenen Urteils in einem Strafprozess und hänge nicht mit theologischen Differenzen zusammen. Sie sei lediglich vorläufig, bis ein Urteil gegen ihn rechtskräftig werde, und kein Berufsverbot.
Die Bremer St.-Martini-Gemeinde steht unverändert hinter Latzel. Der Konvent der Gemeinde mit fast hundert stimmberechtigten Mitgliedern beschloss am 8. März 2021, Latzel notfalls selbst anzustellen, falls die BEK ihn nicht oder nicht in einem überschaubaren Zeitraum wieder einsetze. Darüber hinaus beauftragte die Versammlung den Gemeindevorstand, alle erforderlichen Vorbereitungen für eine etwaige Loslösung der Gemeinde aus der BEK zu treffen.
Latzel beantragte vor der Disziplinarkammer der bremischen Kirche erfolgreich, seine vorläufige Dienstenthebung auszusetzen. In einem nichtöffentlichen Erörterungstermin im März 2021 habe die Kammer Bedenken gegen die vorläufige Dienstenthebung geäußert und den Beteiligten dringend einen Vergleich empfohlen, zu dem Latzels Bitte um Entschuldigung für seine Äußerungen und seine Zusicherung, sich künftig in seinen Worten zu mäßigen, gehöre. Nach Einstellung des Verfahrens durch das Landgericht Bremen bei einer Geldauflage (siehe Abschnitt Justiz oben) nahm die Bremische Evangelische Kirche das Disziplinarverfahren gegen Latzel wieder auf. Bis zu einer Entscheidung im Disziplinarverfahren könne es allerdings lange dauern. Bei einer Verurteilung im Strafprozess wäre die Kirchenleitung an die Feststellungen des staatlichen Gerichts gebunden gewesen und hätte Latzel vermutlich entlassen. Bei einem Freispruch hätte die Kirchenleitung das Disziplinarverfahren vermutlich eingestellt. Für eine Verfahrenseinstellung gebe es keinen Präzedenzfall, was die Entscheidung erschwere.
Mitte Mai 2025 entschied die Bremische Evangelische Kirche, Latzels Gehalt als Disziplinarmaßnahme für die Dauer von vier Jahren um fünf Prozent zu kürzen. Die Beträge sollen Anlaufstellen für queere Menschen zur Verfügung gestellt werden. Dagegen kann Latzel innerhalb von vier Wochen Rechtsmittel einlegen. Die evangelikale Zeitschrift IDEA monierte „schäbige Verkündung per Pressemitteilung. Seriöse Dienstherren tragen Disziplinarverfahren grundsätzlich nicht in der Öffentlichkeit aus.“